# 中国—冈比亚关系
中國—岡比亞关系（英語：China–Gambia relations），是指歷史上的中國和岡比亞（包括現在中華人民共和國與岡比亞共和國）之間的雙邊關係。冈比亚在1968年與退守台灣的中華民國建交。1974年12月14日與中華人民共和國建交。1995年與中華民國復交。2013年与中华民国断交。2016年主动與中華人民共和國復交，而中國大陸和岡比亞一直有貿易上的往來。

## 歷史

### 建交
冈比亚在1965年獨立後，時任中華人民共和國國務院總理周恩来和中華人民共和國外交部部長陳毅向當時的岡比亞总理達烏達·凱拉巴·賈瓦拉發送电报，祝贺冈比亚独立為國，又表示中華人民共和國政府已决定承认冈比亚:39。已退到台灣的中華民國也努力爭取與冈比亚建立邦交，並在1968年成功建交:37。1974年12月14日，冈比亚與中華人民共和國建立外交關係，中華人民共和國曾在兩國磋商時要求冈比亚保證與中華民國斷絕邦交；同月28日，中華民國中止其與冈比亚的外交關係:54。

### 斷交
1995年7月13日，中華民國與岡比亞復交，中華人民共和國同月與岡比亞斷交。《资深外交官看世界》一書指出，中華民國與冈比亚斷交後向該國開出復交條件，當時冈比亚军政府的少壮派军官主張與中華民國復交，只有财政部部长對中華人民共和國的立場友好；其後，冈比亚政府少壮派的核心人物每人得到了50万美元的賄款，趁岡比亞總統葉海亞·賈梅出席非洲统一组织首脑會議時刻意安排财政部部长死於车祸，令军政府能夠排除與中華民國復交的障碍，賈梅事後得知建交已成而作罢:149。《中国对外关系中的台湾问题》亦指出，中華民國与冈比亚復交的條件是「出价3,500万美元」:167。《國際關係學報》則認為，中華人民共和國減少無償援助是其失去岡比亞等邦交國的重要原因:168。断交期间，中华人民共和国对冈比亚相关事务曾暂由驻几内亚大使馆兼辖，2005年中国与塞内加尔恢复邦交后，改为由驻塞内加尔大使馆兼辖。

### 復交
岡比亞與中華民國復交後，中華民國政府向該國提出了不少援助、投資和合作計劃，並成為當地的主要投資者之一。2013年11月，岡比亞突然與中華民國中斷官方外交關係，總統賈梅表示中華人民共和國是岡比亞唯一承認的中國，與中華民國斷交是出於戰略利益的考慮；岡比亞在信件中指出台灣已不需要該國，又在文告中表示希望與台灣「再見也是朋友」。岡比亞駐中華民國大使在接受中央通訊社訪問時表示對斷交一事不知情；而一名中華民國駐岡比亞軍方人員也在接受《聯合晚報》訪問時表示，軍方人員是從媒體報道得知斷交的消息。中華人民共和國和中華民國方面均認為，斷交與中華人民共和國無關。
雖然中華民國與岡比亞在2013年正式中斷外交關係，但中華人民共和國並沒有立即與岡比亞恢復建立外交關係。2016年3月，岡比亞與中華人民共和國恢復外交關係，並承認中華人民共和國政府是代表全中國的唯一合法政府、台灣是中國領土不可分割的一部分；中華民國外交部對此表示非常遺憾和強烈抗議，批評中華人民共和國是「錯誤的時間做錯誤的事情」，陸委會則認為中華人民共和國破壞了海峽兩岸的互信基礎，很可能衝擊兩岸關係的發展。中國大陸廈門大學學者劉國深認為，中華人民共和國過往是為了顧及執政黨國民黨的感受，才一直沒有和岡比亞復交；這時之所以要復交，是要提醒即將成為中華民國總統的蔡英文不要迴避國家認同議題。中華民國外交部亞非司司長陳俊賢認為，岡比亞經濟疲軟，因即將舉行2016年岡比亞總統選舉而需要外國援助，這才是該國與中華人民共和國復交的因素。
2024年9月6日，两国建立战略伙伴关系。

## 經貿關係
- 中国大陸到岡比亞的出口貿易[18]
- 岡比亞到中国大陸的出口貿易[19]

根據經濟複雜性研究中心網站上的數據，中国大陸到岡比亞的出口貿易在1995年至2013年間大致呈上升趨勢，並在2013年達到接近三億美元，紡織品在出口額中佔了相當大的比重；岡比亞每年到中国大陸的出口貿易在1995年至2010年均少於2,000萬美元，其後在2012年升至超過8,000萬美元，木材佔了大部分的出口額。

## 医疗援助
2021年3月3日，辽宁省承派的中国(辽宁)援冈比亚抗疫医疗队圆满完成医疗援助任务，其9名队员于2021年1月9日经西安入境，在当地完成21天集中隔离后，于3月3日15点30分安全返辽宁。此前援助队2020年11月9日抵达冈比亚首都班珠尔，开始为期3个月的医疗援助任务。该支医疗队是中国向非洲国家派出的第一支整建制国际抗疫医疗队。2023年6月20日，中国（辽宁）第六批援冈比亚医疗队在沈阳启程。

## 備註
1. ↑  書中沒有註明款項的來源。